# Коткова, Фаина Васильевна
Фаина Васильевна Коткова (6 апреля 1933, Вязники, Владимирская область — 4 июня 2020, там же) — ткачиха Вязниковского производственного объединения льняных технических тканей Министерства лёгкой промышленности РСФСР, Владимирская область. Герой Социалистического Труда (1980).

## Биография
Окончила среднюю школу № 3 в Вязниках. В 1950 году окончила школу ФЗО, после которой устроилась на работу на Вязниковский льнокомбинат.
Начинала работать на двух станках. Стала квалифицированной ткачихой, ежегодно перевыполняла производственный план. В 1975 году стала лауреатом премии сестёр Виноградовых.
В годы десятой пятилетки (1976—1980) обслуживала 16 ткацких станков и выполнила план двух пятилеток. Указом Президиума Верховного Совета СССР от 30 апреля 1980 года за выдающиеся достижения в труде, досрочное выполнение заданий десятой пятилетки удостоена звания Героя Социалистического Труда с вручением ордена Ленина и золотой медали «Серп и Молот».
После выхода на пенсию жила в Вязниках.

## Награды
- Орден Ленина
- Орден Октябрьской Революции (05.04.1971)
- Орден Трудового Красного Знамени (20.02.1974)
- Орден «Знак Почёта» (09.06.1966)
- Почётный гражданин города Вязники (1983)